# The Leading Hotels of the World

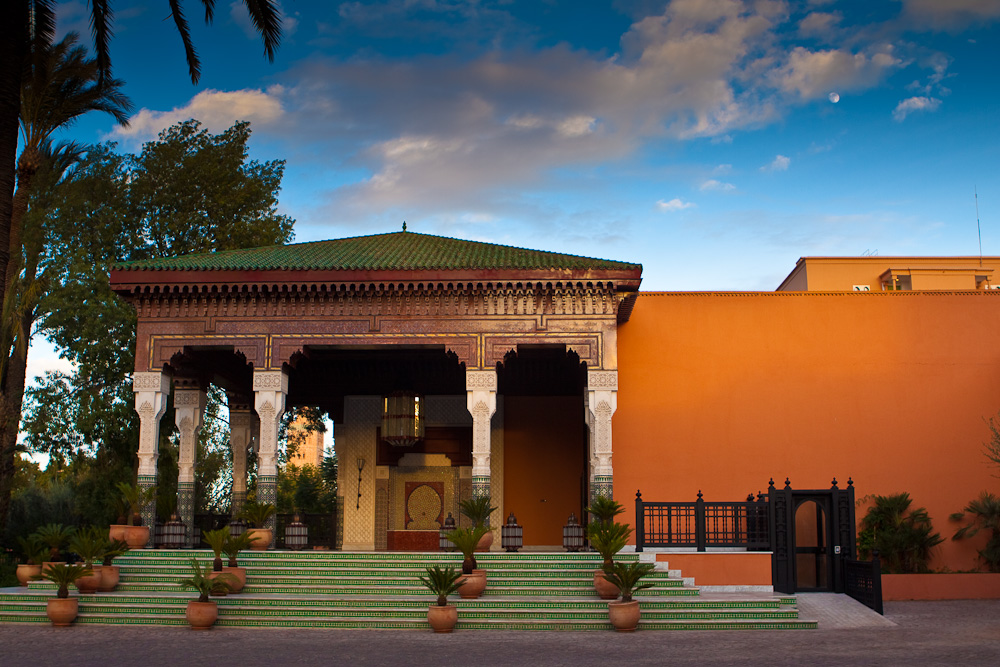
La Mamounia en Marruecos, un hotel miembro de The Leading Hotels of the World.

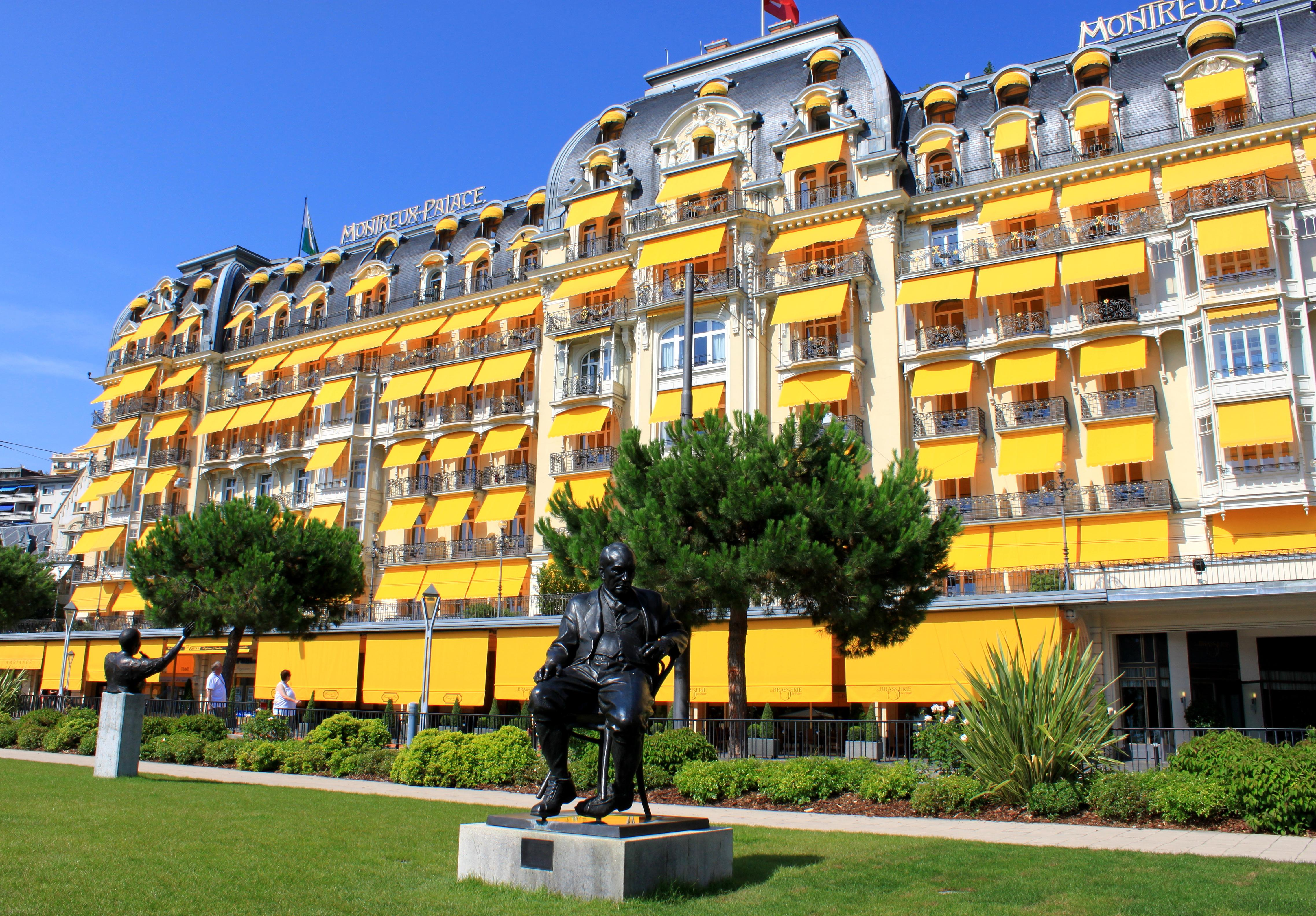
El Montreux Palace en Montreux (Suiza).

Leading Hotels of the World, Ltd. (abreviado LHW, en español "Mejores Hoteles del Mundo") es un consorcio hotelero propiedad de Hotel Representative, A.G. que tiene más de 430 hoteles y resorts de lujo en más de ochenta países. LHW tiene su sede en Nueva York y sucursales en 25 ciudades de todo el mundo.

## Historia
La empresa fue fundada en 1928 con el nombre Luxury Hotels of Europe and Egypt (en español, "Hoteles de Lujo de Europa y Egipto"). Inicialmente tenía 38 hoteles, incluidos el Hotel Negresco de Niza, el Mena House de El Cairo y el Hotel Rey David de Jerusalén.
Leading Hotels of the World empezó como un servicio de reservas para hoteles independientes, y posteriormente permitió ventas, marketing, publicidad, relaciones públicas, servicios financieros, control de calidad e inspecciones de hoteles para sus miembros. La empresa no tiene hoteles en propiedad; la mayoría de los hoteles miembro son independientes, aunque algunos forman parte de cadenas.
Desde 2011, Andrea Kracht, propietario de Baur au Lac en Zúrich, Suiza, es el Presidente del Consejo de Administración de Hotel Representative, A.G., y Theodore (Ted) Teng el director ejecutivo.

## Admisión
La empresa exige que los hoteles miembros sean de lujo. Además, para ser admitidos, los hoteles tienen que ser inspeccionados y votados en el Comité Ejecutivo de la empresa.[cita requerida]

## En la cultura popular
Una sección de la página web de LHW, LHW in the Movies ("LHW en el cine"), enumera 85 películas y sus correspondientes hoteles, con historias entre bastidores y anécdotas de la grabación. Algunas películas en las que aparecen hoteles LHW son El hombre tranquilo (Ashford Castle), Medianoche en París (Le Bristol), El hombre que sabía demasiado (La Mamounia) y Notting Hill (The Ritz London).